# Hexanoato de alilo
El Hexanoato de alilo es un compuesto orgánico. Se suele emplear como aromatizante en la industria alimentaria con el objeto de reproducir aroma a piña y albaricoque.   

## Propiedades
Se trata de un líquido incoloro con algunas tonalidades amarillas. Se trata de un compuesto que en grandes cantidades posee la capacidad de contaminar el agua. En estado puro, y sobre todo cuando no se manipula debidamente tanto al ser inhalado en cantidades excesivas, puede causar la irritación de la piel, los ojos y las vías respiratorias.

## Usos
El hexanoato de alilo es una substancia destinada por exclusivo al uso de la industria alimentaria y cosmética, generalmente como ingredientes para la fabricación de bases aromáticas. Se emplea como aromatizador de algunos productos cosméticos como pueden ser pintalabios.